# Portrait d'une dame (Klimt)
Pour les articles homonymes, voir Portrait d'une dame.
Portrait d'une dame est une peinture à l'huile sur toile, réalisée en 1916-1917 par Gustav Klimt. Il s'agit d'un portrait d'une femme, dans un style inhabituellement expressionniste. Il a été acquis par le musée d'Art moderne Ricci-Oddi à Plaisance, en 1925.
En 1996, l'analyse aux rayons X a révélé que le portrait était un épais repeint d'un travail perdu de Klimt, Portrait d'une jeune dame, qui a disparu en 1912. Le portrait original a montré une femme avec laquelle Klimt aurait eu une histoire d'amour avant qu'elle ne meure subitement.

## Vol de l'œuvre
On suppose que le tableau a été volé en février 1997, peu de temps avant une exposition spéciale qui était prévue à la galerie. En avril 1997, la police italienne a découvert un faux de grande qualité à Vintimille, à la frontière italo-française, dans un paquet adressé à l'ancien Premier ministre italien, Bettino Craxi. Le « vol » peut avoir été mis en scène peu de temps avant l'exposition, pour couvrir l'échange de la peinture originale avec le faux quelques mois avant.
C'est par hasard que le tableau a été retrouvé par un jardinier le mercredi 11 décembre 2019 dans un sac poubelle, caché dans une trappe d'aération aménagée dans un mur du musée de Plaisance.
Le tableau est au centre du roman L'inconnue du portrait, de Camille de Peretti.